# Сеть (фильм, 1995)
«Сеть» (англ. The Net) — американский кинофильм, психологический триллер на тему высоких технологий режиссёра Ирвина Уинклера. В ролях: Сандра Буллок, Джереми Нортэм и Деннис Миллер. Фильм был выпущен 28 июля 1995 года.

## Сюжет
Специалист по бета-тестированию Анджела Беннет (Сандра Буллок) (в самом начале фильма она тестирует компьютерную игру Wolfenstein 3D и обнаруживает в ней вирус) получает от своего коллеги Дейла экземпляр троянской программы, которую преступная группа кибертеррористов, называющая себя «Преториа́нцы» (в честь преториа́нцев Древнего Рима), внедряют под видом охранной программы «Привратник» в важные компьютерные системы — в банки, аэропорты и даже базы данных ФБР. Вскоре Дейл погибает в странной авиакатастрофе, вызванной сбоем электронной системы навигации.
Анджела, чтобы снять напряжение, отправляется в отпуск в Мексику, где у неё крадут документы, и с ней знакомится некий Джек Девлин — «мужчина её мечты». Позже выясняется, что он работает на кибертеррористов, и теперь она сама становится следующей в списке подлежащих ликвидации. Джек пытается убить Анджелу и заполучить её дискету с троянской программой, но Анджеле удаётся скрыться.
При возвращении в США она неожиданно узнаёт, что все её личные данные в государственных информационных системах подверглись изменению: по данным компьютера теперь она — некая разыскиваемая полицией Рут Маркс, её дом продан, а на её работу вместо неё ходит незнакомая женщина.
Она пытается найти кого-нибудь, кто может узнать её и подтвердить её личность. Но она вела слишком закрытый образ жизни, лично её знал только пропавший отец, мать, страдающая болезнью Альцгеймера, и личный психоаналитик, который позже также погибает от действий преступников. Анджелу ловят полицейские, но в тюрьме ей снова никто не верит. Неожиданно её вызволяет агент ФБР, который представляется другом психоаналитика. Однако Анджела догадывается, что его подослали террористы, чтобы узнать местоположение дискеты с образцом троянской программы.
Анджела возвращается на свою работу, где обнаруживает настоящую Рут Маркс, которая теперь занимает её должность. Обманом она узнаёт о планах «Преторианцев», узнаёт личность лидера группы, а также копирует на дискету улики против них. Попав к ближайшему компьютеру в выставочном центре, Анджела отправляет электронное письмо в ФБР со всеми уликами. В этот момент её настигает Джек, и, пользуясь троянской программой в базе ФБР, пытается удалить отосланное письмо. Однако Анджела вставляет в дисковод дискету с вирусом, который вместо письма в результате действий Джека удаляет всю базу самих «Преторианцев».
Анджела убегает, её пытаются поймать Джек и Рут. По ошибке в темноте Джек убивает Рут из пистолета. Когда он настигает Анджелу в технических помещениях, она бьёт его огнетушителем, и он, падая через перила, разбивается насмерть, упав на погрузчик.

## В главных ролях
- Сандра Буллок — Анджела Беннет
- Джереми Нортэм — Джек Девлин
- Деннис Миллер — Алан Чемпион
- Венди Газель — Рут Маркс
- Дайан Бэйкер — миссис Беннет
- Кен Ховард — Майкл Бергстром
- Рэй МакКиннон — Дейл Хессман
- Л. Скотт Колдуэлл — общественный защитник
- Роберт Госсет — Бен Филлипс

## Производство
В октябре 1994 года Буллок взяла на себя обязательство снимать Сеть с середины января по 10 апреля 1995 года. Сеть была снята в центре Москоне в Сан-Франциско в четверг, 5 января 1995 года, во время Macworld, а также в Вашингтоне, округ Колумбия, в апреле 1995 года.

## Критика
Фильм подвергся разрушительной критике со стороны ценителей кино. Они отмечают динамичное развитие событий и довольно качественные экшен-сцены, но с другой стороны, им не понравились слабая игра актёров, их поверхностные и слабо прописанные персонажи, и очевидные дыры в сюжете.

## Сборы
Несмотря на плохие отзывы критиков, зрителям фильм пришёлся по душе и принёс прибыль. При бюджете в 22 миллиона долларов, кинолента собрала более 110 миллионов долларов в прокате, что оказалось вполне достаточно для полной окупаемости, если учитывать затраты на маркетинг и долю кинотеатров. Несомненно, этому обстоятельству поспособствовала набирающая тогда популярность, восходящая звезда 1990-х Сандра Буллок, которая незадолго до этого отметилась своими яркими ролями в боевиках «Разрушитель» и «Скорость».